# Coenotephria senectaria
Coenotephria senectaria là một loài bướm đêm trong họ Geometridae.